# Stoute Bie
Stoute Bie is een Belgisch bier van hoge gisting.
Het bier wordt gebrouwen in Brouwerij De Bie te Wakken, een deelgemeente van Dentergem.
Het is een donkerbruin bier, type stout, met een alcoholpercentage van 5,5%.